# Araecerus cumingi
Espèce
Araecerus cumingi est une espèce d'insectes appartenant à la famille des Anthribidae.